# Adnan Adil

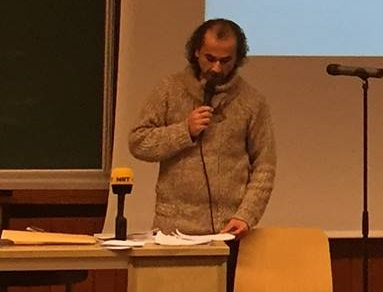

Adnan Adil (Kirkoek, Irak, 25 mei 1971) is een Iraaks-Belgisch dichter en schrijver. 

## Levensloop
Adnan Adil woonde tot 2002 in Irak. Hij leeft sinds 2004 in Brussel. Hij behaalde aan de ULB zijn master Moderne Oosterse Talen en Letteren met een thesis over de Groep van Kirkoek, de Iraakse pendant van de Beat Generation, en  werkt momenteel eveneens aan de ULB aan een proefschrift over etnische en culturele diversiteit in de moderne Irakese literatuur. Adil was PEN-flatresident bij PEN Vlaanderen in 2015.

## Publicaties
- 2000: Een enkele vierkante meter, gedichten (Arabisch)
- 2009: Een lichaam bemest met verwachting, gedichten (Arabisch)
- 2016: De jeuk, roman (Arabisch)
- 2019: De schepper van zeepbellen (Arabisch)
- 2020: Het regenplukseizoen (Arabisch)

## Tijdschriften
- 2016: Vijf gedichten, in Deus ex Machina, vertaald door Adnan Adil en Annemarie Estor
- 2017: Pokémon en het hoofd van de priester, in DWB, vertaald door Lore Baeten
- 2017: Vijf gedichten, in Tirade, vertaald door Ali Salim en Annemarie Estor
- 2017: 'Een morgen in De Alde Feanen', vertaald door Ali Salim en Annemarie Estor

- Gemeinsame Normdatei: 1134998236
- International Standard Name Identifier: 0000 0004 2058 914X
- Library of Congress Control Number: no2013135773
- Virtual International Authority File: 305459924
- WorldCat: E39PBJg8DYMGp88QqcTWRvhPwC